# Baccio Pontelli
Baccio Pontelli (kolem roku 1450, Florencie – 1492, Urbino) byl italský renesanční architekt. Specializoval se na opevňovací stavby, ale pracoval i na mnoha kostelních budovách. Giorgio Vasari ho popsal jako dvorního architekta papeže Sixta IV.
Po smrti papeže odešel Pontelli na dvůr vévodů z Urbina, kde se, mimo jiné, podílel na dokončení vévodského paláce.

## Dílo (výběr)
- plány pro Sixtinskou kapli
- pevnost v Civitavecchia
- Santa Maria del Popolo
- portikus kostela Santi Apostoli
- renovace kostela Santa Maria della Pace
- San Pietro in Montorio
- dvůr a portikus paláce v Camerinu
- křížová cesta kláštera Santa Maria delle Grazie v Senigallii
- zvonice Castello Aragonese v Reggio Calabria
- palác Della Rovere v Římě